# Éric Bott
Éric Bott (Elsene, 9 mei 1959) is een Belgisch politicus. Tot 2024 was hij actief voor DéFI.

## Levensloop
Eric Bott begon zijn beroepsloopbaan in 1979 als verantwoordelijke voor de activiteiten bij het Japans Cultureel Centrum in Brussel. Nadien was hij van 1989 tot 1994 attaché voor Cultuur en Sport op het kabinet van de Brusselse minister Georges Désir en daarna vanaf 1991 op het kabinet van Brussels staatssecretaris Didier Van Eyll. Nadat Bott een diploma had behaald in het beheer en de promotie van sportruimtes, sloeg hij professioneel een andere weg in en was hij van 1994 tot 2006 directeur van het Fallonstadion, een voetbal- en atletiekstadion in Sint-Lambrechts-Woluwe.
Voor het toenmalige FDF, zoals DéFI voor 2015 heette, zetelde Eric Bott van 2001 tot 2006 in de OCMW-raad van Sint-Lambrechts-Woluwe. In oktober 2006 werd hij voor het eerst verkozen tot gemeenteraadslid van de gemeente en sinds december 2006 is hij schepen van Sport, Jeugd en Verenigingsleven in Sint-Lambrechts-Woluwe. Tevens was Bott van 2006 tot 2012 bevoegd voor Vrije Tijd, Feestelijkheden en Informatica en is hij sinds 2012 belast met Tewerkstelling en sinds 2018 met de Betrekkingen met de Franse Gemeenschap.
In mei 2014 werd Bott eveneens verkozen in het Brussels Hoofdstedelijk Parlement. Hij bleef er zetelen tot aan de verkiezingen in mei 2019 en was toen geen kandidaat meer om zich op zijn lokale politieke carrière te concentreren.
In december 2024 verliet burgemeester van Sint-Lambrechts-Woluwe en gewezen partijvoorzitter Olivier Maingain de partij DéFI omdat hij vond dat de partij de autonomie van het Brussels Hoofdstedelijk Gewest niet meer voldoende verdedigde. In zijn spoor verlieten ook alle schepenen en andere lokale mandatarissen van de gemeente, onder wie Bott, de partij. In april 2025 werd Bott actief in de partij lib.res, die door Maingain was opgericht.